# Вукоманович, Иван
Иван Вукоманович (серб. Иван Вукомановић; род. 19 июня 1977, Белград) — сербский футболист, полузащитник; тренер.

## Карьера
Выступал на позиции опорного полузащитника. Начинал карьеру в Сербии, а затем перешёл в «Бордо». Закрепиться во Франции у полузащитника не получилось, и он неоднократно отдавался в аренды, дважды поиграв за белградский «Црвена Звезда». В 2002 году также на правах аренды перешёл в московское «Динамо». Дебютировал за «бело-голубых» Вукоманович 31 августа в матче против «Сокола». За первый сезон он сыграл 7 матчей в чемпионате, не отметившись забитыми голами. В следующем сезоне преимущественно не проходил в основной состав и по окончании арендного соглашения в июне 2003 покинул «Динамо». Но уже в 2004 году Вукоманович пополнил состав владикавказской «Алании». Но полузащитник ни разу не выходил в матчах чемпионата России, лишь раз сыграв в кубке 24 марта в игре против «Шинника», и в конце года покинул команду. После российского отрезка карьеры Вукоманович играл за бельгийские «Локерен» и «Антверпен». 6 марта 2010 он перешёл в «Циндао Чжуннэн». После игры за любительские клубы полузащитник завершил карьеру.
17 июня 2013 Вукоманович стал ассистентом главного тренера «Стандарда» из Льежа. 5 ноября 2014 он был назначен главным тренером, но 2 февраля 2015 был уволен.